# ایشیکی سوگا

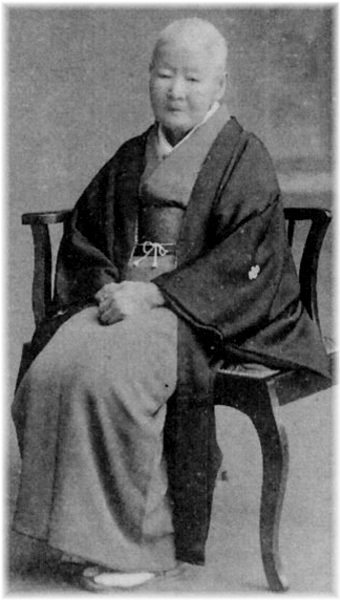

ایشّیکی سوگا (به ژاپنی: 一色須賀 いっしき すが)، روز ۱۹ ماه پنج قمری ۱۸۳۸ (۲۶ آوریل ۱۸۳۸ میلادی) - روز ۷ ماه ده قمری ۱۹۲۹ (۷ اکتبر ۱۹۲۹ میلادی) یک روجو (ندیمه) ja:老女 از خاندان هیتوتسوباشی توکوگاوا بود. او سوکوشیتسو پانزدهمین شوگون، توکوگاوا یوشینوبو، بود. نام کودکی او میچی بود. پدرش ایشیکی سادانوسوکه، یک هاتاموتو (شوگون) از گروه پیج نیشینومارو بود. عمویش کومای نوبوئوکی ja:駒井信興 بود.

## زندگی
او به عنوان دختر ارشد سامورایی ایشیکی سادانوسوکه ستسوجی متولد شد. او بعدها توسط سوگیورا، خدمتکار خانواده هیتوتسوباشی توکوگاوا، به فرزندی پذیرفته شد و وارد خانواده هیتوتسوباشی شد. گفته می‌شود که او ابتدا خدمتکار ایچیجو میکاکو، همسر یوشینوبو بود و سپس همسر غیراصلی یوشینوبو شد.
پس از نبرد توبا-فوشیمی، توکوگاوا یوشینوبو به ادو بازگشت و موقتاً در معبد کانئی-جی و سپس در کودوکان در قلمرو میتو تحت بازداشت خانگی قرار گرفت و پس از تسلیم قلعه ادو خانواده توکوگاوا به ولایت سوروگا منتقل شدند، او در هودای-این در سوروگا تحت بازداشت خانگی قرار گرفت. پس از لغو بازداشت خانگی او در سال ۱۸۶۹، او در شیزوئوکا زندگی کرد و با همسر اصلی اش ایچیجو میکاکو، شینمورا نوبو و ناکانه ساچی، سوکوشیتسو‌هایش زندگی می‌کرد و صاحب فرزند شد. با این حال، به نظر می‌رسد که سوگا او را تا سوروگا (شیزوئوکا) همراهی نکرده است. در سال ۱۸۹۷، یوشینوبو و خانواده‌اش به سوگامو در توکیو بازگشتند و کتاب‌های زیادی در مورد سوگا وجود دارد که به عنوان یک روجو (ندیمه) سخت کار می‌کرد.

## مرگ
او در سال ۱۹۲۹ درگذشت (دوره شووا ۴). او ۹۲ سال داشت. قبر او در گورستان یاناکا قرار دارد.